# Air Iceland
Air Iceland (исл. Flugfélag Íslands) — региональная авиакомпания Исландии со штаб-квартирой в аэропорту Рейкьявик, осуществляющая регулярные пассажирские перевозки внутри страны, а также в аэропорты Гренландии и на Фарерские острова.
Портом приписки авиакомпании и её главным транзитным узлом (хабом) является аэропорт Рейкьявика.

## История
Авиакомпания Nordurflug была основана бизнесменом Триггви Хелгасоном в 1973 году, 1 мая 1975 компания сменила официальное название на Flugfelag Nordurlands. В 1997 году в результате реорганизации и объединения внутренних перевозок Icelandair с Flugfélag Nordurlands была образована авиакомпания Air Iceland.
Собственником перевозчика является авиационный холдинг Icelandair Group. В марте 2007 года в авиакомпании работало 226 человек.

## Флот

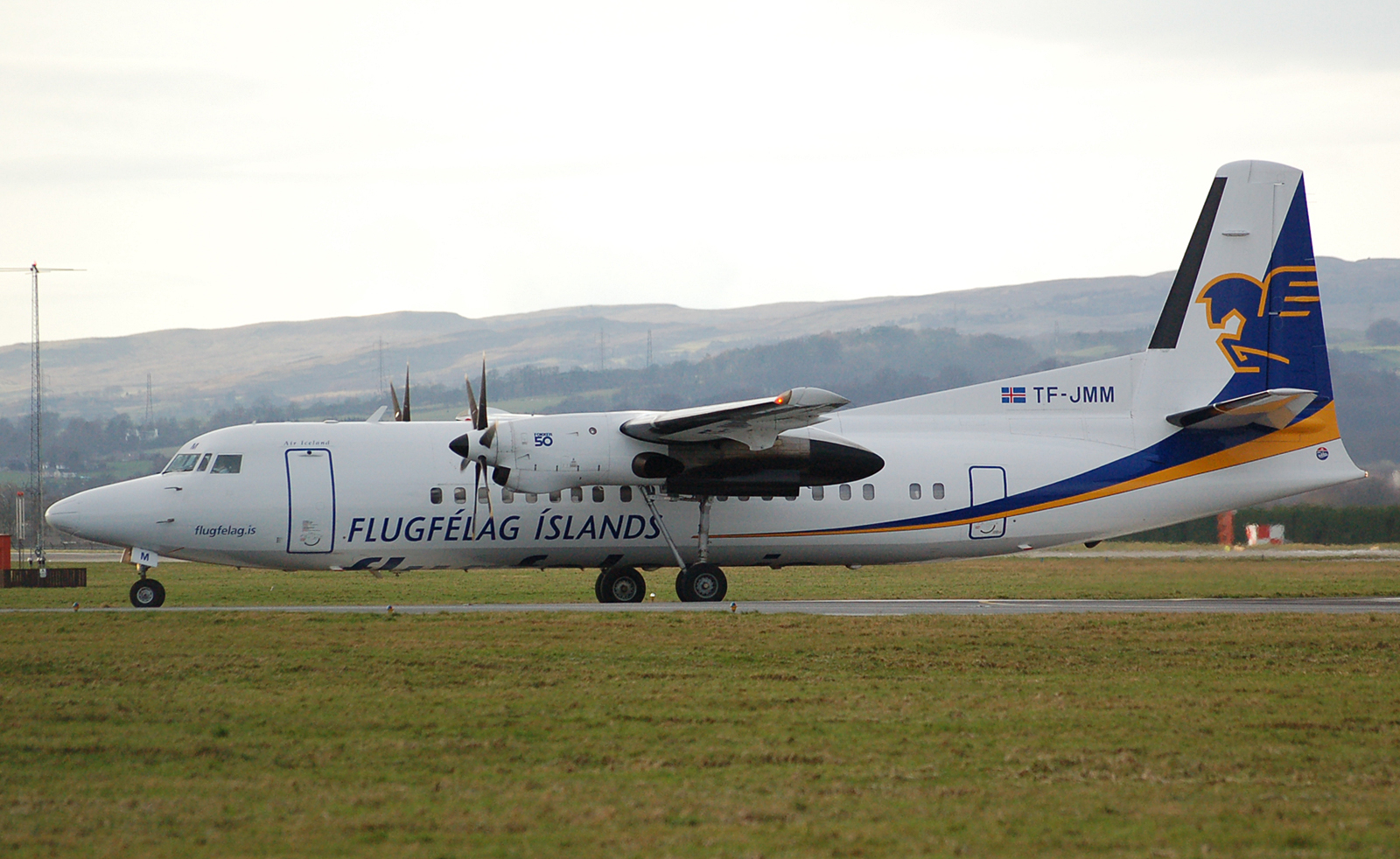
Fokker F50 авиакомпании Air Iceland

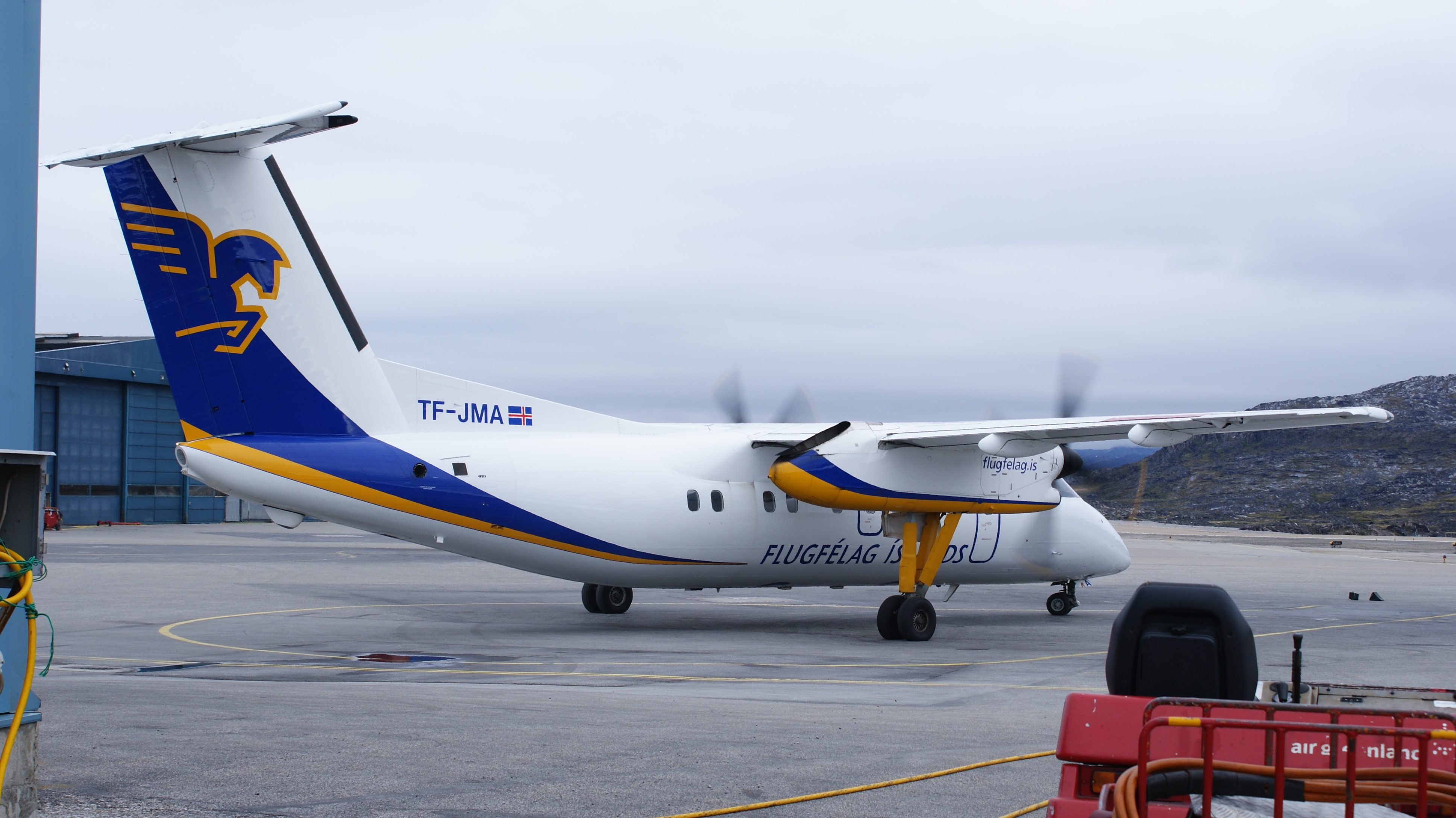
Dash 8-100 авиакомпании Air Iceland в аэропорту Илулиссат

В августе 2018 года воздушный флот авиакомпании Air Iceland составляли следующие ВС:

## Авиапроисшествия и инциденты
- 4 марта 2011 года. Самолёт Bombardier Dash 8 (регистрационный TF-JMB) при выполнении посадки в аэропорту Нуук попал в сдвиг ветра, совершил жёсткое касание со взлётно-посадочной полосой, в результате чего лопнуло правое колесо шасси. На борту находился 31 человек, никто не пострадал, однако самолёт был списан[3][4].